# Phytolyma fusca
Phytolyma fusca là một loài côn trùng trong họ Psyllidae. Loài này được Walker miêu tả khoa học đầu tiên năm 1852.
Đây là loài gây hại của cây Milicia excelsa, phát triển phổ biến ở Ghana.